# ما نینگ (بازیکن هاکی روی چمن)
ما نینگ (انگلیسی: Ma Ning؛ زادهٔ ۲۹ سپتامبر ۲۰۰۰) بازیکن هاکی روی چمن اهل چین است.